# 列昂納托斯
列昂納托斯（？－前322年），亞歷山大帝將領及繼業者之一。
列昂納托斯出身上馬其頓(Upper Macedonia)的貴族，具有王室成員身份。他與亞歷山大是親戚且大致同齡，與亞歷山大一起長大，日後非常親密。他其後成為亞歷山大七位近身護衛官之一，曾在印度戰役中救了亞歷山大的命。
前323年亞歷山大死後，新帝國攝政佩爾狄卡斯讓列昂納托斯當赫勒斯滂、弗里吉亞總督。列昂納托隨後與亞歷山大的妹妹克麗奧佩脫拉訂婚，試圖增加自己的地位。與此同時，當雅典人聽到亞歷山大逝世的消息後，率眾起來反叛馬其頓的霸權統治，在拉米亞戰爭中把馬其頓軍安提帕特團團圍困。列昂納托斯帶領20,000名步兵及1,500名騎兵去為安提帕特解圍，一來可返回馬其頓與克麗奧佩脫拉成婚，二來可透過鎮壓希臘人反叛有助於他登上馬其頓王座。可惜他在與希臘人的戰事中陣亡而未能與克麗奧佩脫拉完婚。

## 早年

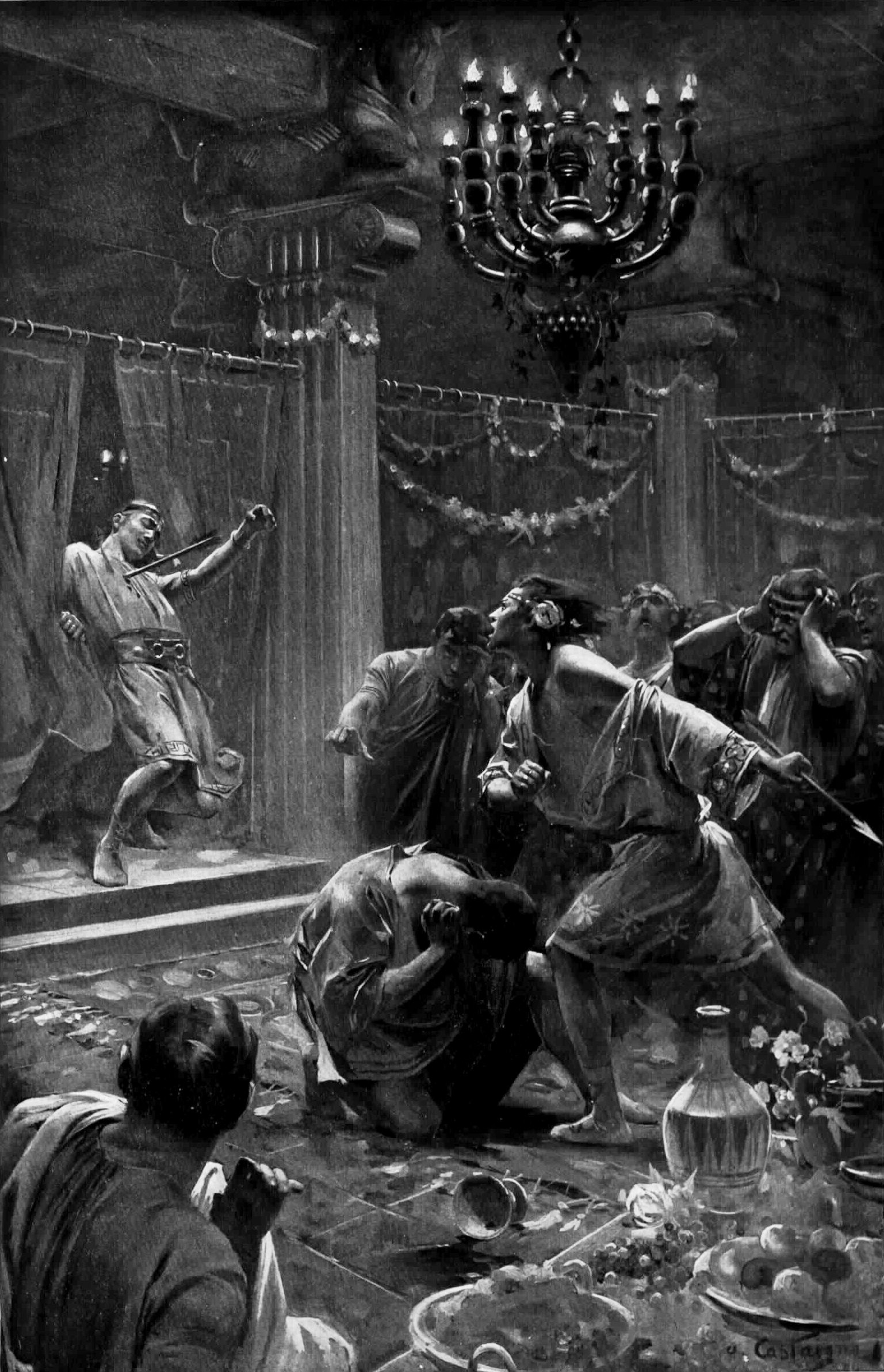
亞歷山大大帝失手殺了克利圖斯

列昂納托斯出身上馬其頓林塞斯蒂斯(Lyncestis)，後搬至王國首都佩拉長大，因此又被稱為佩拉人。他的家族相當高貴，是腓力二世母后歐律狄刻的親屬，具有王室血統。對於他父親的名字不是很確定，但名為安陶斯（Anteas）的可能性較高。列昂納托斯身材健美，面貌英俊，性格驕傲、傲慢，喜好奢華。他在歷史上首次登場是在腓力二世刺殺時，當時他與佩爾狄卡斯皆是腓力二世的近身侍衛，是最先追逐兇手奧勒提斯的保薩尼亞斯並手刃他的人之一。
列昂納托斯隨著亞歷山大大帝遠征波斯，在伊蘇斯戰役後馬其頓聯軍俘虜了大流士三世的女眷，亞歷山大派了列昂納托斯前去安撫她們，可能他懂一些波斯語。前332年加薩圍城戰後列昂納托斯和菲羅塔斯用鐵鍊綑住加薩守將巴提斯，帶到亞歷山大面前的。當遠征軍來到埃及，他榮升為七位近身護衛官之一，取代因病去世的阿利巴斯位置。他並沒有直接率領一支步兵或騎兵單位，而是貼身在亞歷山大身邊戰鬥並為國王護衛，但有時亞歷山大會因一些任務需求讓他的近身護衛官臨時率領分軍或部隊作戰。在前330年的菲羅塔斯謀反案中，他與赫費斯提翁、佩爾狄卡斯、克拉特魯斯，科那斯等等一同出席了御前審判會議，儘管他在這場合並不是決定性腳色，也沒有提到有特別的發言。
接著，亞歷山大進入中亞後於撒馬爾罕展開宴席，他在宴會中喝醉了酒又被克利圖斯的言語所激怒，暴怒之下準備親自拿武器朝克利圖斯洩憤。當時在場的近身護衛官試圖阻止兩人行為失控，當時阿瑞斯托諾斯偷偷得取走亞歷山大的配劍，托勒密和佩爾狄卡斯企圖阻止亞歷山大行動，而列昂納托斯和利西馬科斯則是奪下國王手中的長槍，然而悲劇最後仍舊發生，亞歷山大終究失手殺了克利圖斯。
在巴克特里亞時亞歷山大開始引進波斯宮廷的服從禮（proskynesis），許多馬其頓人對這種東方禮儀很排斥很反感，列昂納托斯也對此相當不以為然。他曾經當面嘲笑一位波斯人對亞歷山大匍伏行禮的姿勢很可笑，嘲笑他行為很卑賤，這引來亞歷山大極為憤怒。雖然事後亞歷山大原諒了列昂納托斯，之所以重新欣賞列昂納托斯可能是因為他的勇氣或能力，亦有可能是列昂納托斯對亞歷山大的忠心，尤其是他隨後與托勒密一同揭發一起赫莫拉爾斯（Hermolaus）謀反案。

## 印度征途
列昂納托斯在亞歷山大遠征印度時開始大放異彩。當亞歷山大進攻阿斯帕西亞（Aspasioi）時兵分三路，其中一路就是列昂納托斯所率領，他打垮許多敵軍。在希達斯皮斯河戰役他也參與其中，古羅馬歷史學家庫爾蒂烏斯記載他那時是步兵指揮官之一。後來亞歷山大在希達斯皮斯河上組建艦隊順流而下，其中列昂納托斯是其中一條戰艦的艦長，但這只是名義上的艦長，畢竟他後來跟隨國王在陸上參與大小戰事而不是去指揮船艦。
進攻馬利亞人（Malhi）的城市時列昂納托斯展現他的勇猛和忠誠。圍攻時亞歷山大不滿士兵們效率差、士氣低落，他決定身先士卒來激勵士氣，他率先爬了梯子攻上城牆，列昂納托斯緊隨在後保衛。馬其頓士兵們看見國王帶頭攻城後，擔心國王的安危也一窩蜂往城牆爬去，沒想到梯子因為登的人太多而斷裂，這使得亞歷山大身邊只有列昂納托斯和樸塞斯塔斯和另一名士兵共3人相隨，被陷入敵人重重包圍之中。亞歷山大等人只好硬著頭皮與敵軍苦戰，激戰中亞歷山大受了重傷，失血過多昏了過去，是列昂納托斯和樸塞斯塔斯兩人一邊拿著盾牌保護亞歷山大，一邊冒著箭石拼命奮戰，直到其他人陸續來救援為止。在這場戰事中列昂納托斯也受了不小的傷，因為這項英勇功績，列昂納托斯在蘇薩論功行賞時獲得一頂金冠。
大軍繼續南下來到帕塔拉（Patala），列昂納托斯帶領著8,000名重步兵和1,000名騎兵以及一些輕裝部隊沿河岸前進，與亞歷山大的艦隊水陸著進軍。之後亞歷山大帶著一小支艦隊去探查印度河出海口時，列昂納托斯他被委託率領大軍暫時停留在後。亞歷山大後來決定啟程返回西方，他率領一部分軍隊沿著陸路前進，路上在征服歐瑞但人（Oreitai）之後，亞歷山大留下列昂納托斯和一些軍隊，命令他們除了要在當地重要位置築城外，還要負責為尼阿卡斯的艦隊準備補給品。亞歷山大大軍離開不久歐瑞但人再度反叛，列昂納托斯率領留守部隊成功鎮壓歐瑞但人。在為尼阿卡斯的艦隊補給完，安頓好當地事務後他率領剩下的部隊沿著亞歷山大先前走的路徑，橫越了格德羅西亞沙漠與亞歷山大的大軍會合。

## 亞歷山大逝世之後

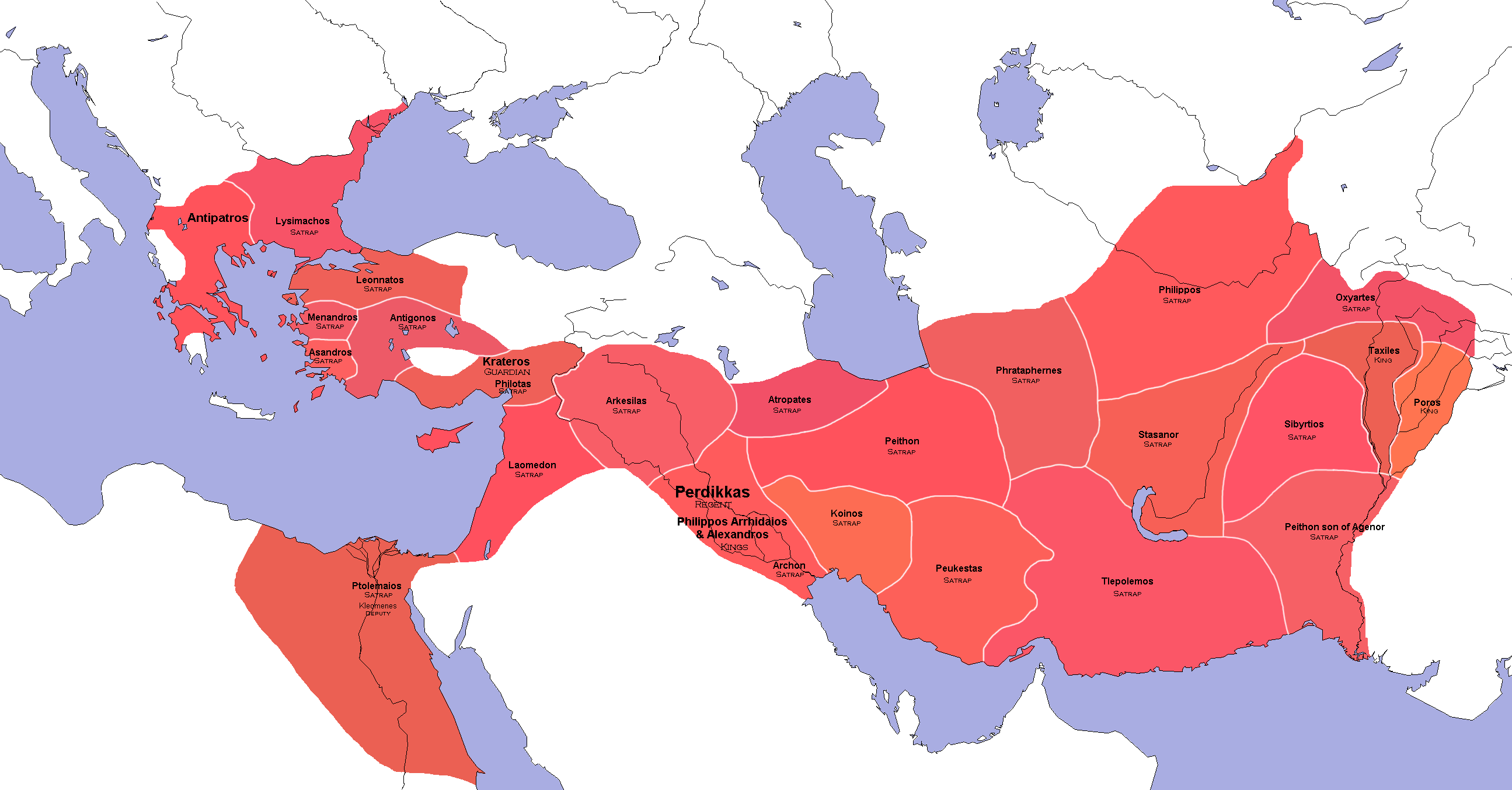
巴比倫分封協議，各總督分配圖

前323年亞歷山大的劇逝對馬其頓人和整個帝國來說都是措手不及，尤其是處於巴比倫王軍中的馬其頓各將領來說，他們必須舉行會議決議誰是這個龐大的帝國的繼承人，而列昂納托斯被視為當時的重要領袖之一。在巴比倫會議上，另一位近身護衛官培松曾於會中提議讓佩爾狄卡斯和列昂納托斯擔任帝國攝政，因為兩人都具有王室血統的身份，但此會議並沒有討論出什麼結果。隨著步兵派領導人墨勒阿革洛斯鼓動步兵情緒，造成步兵派和騎兵派幾乎決裂。列昂納托斯等高階將領暫時放下異見，推佩爾狄卡斯為騎兵派領袖，由列昂納托斯先行率領騎兵撤出巴比倫城，佩爾狄卡斯則留在城內試圖尋求其他步兵軍官支持。最終墨勒阿革洛斯和其他300名步兵派軍官被殺，騎兵派獲得勝利後，於巴比倫分封協議中佩爾狄卡斯成為帝國唯一的攝政，而列昂納托斯分到赫勒斯滂·弗里吉亞，當上該地總督。列昂納托斯可能對分封協議感到不滿，埋怨佩爾狄卡斯獨佔了攝政權，暗地裡開始為自己籌畫。
列昂納托斯在亞歷山大生前就喜愛波斯式的奢華生活，在服裝上和武器上裝飾的相當華麗，還理個波斯髮型。亞歷山大過世後，他開始模仿國王的排場，讓自己看起來就像亞歷山大一樣。他有一匹尼西馬良駒，還為牠配上黃金打造的馬具，當他騎上牠奔馳於在戰場時，那些豪華的裝飾令人不得不注目。同時，他也讓他的營帳很氣派，出入都有一大批隨從相隨。

## 未實現的野心
佩爾狄卡斯命令他和弗里吉亞總督安提柯要幫助歐邁尼斯打下卡帕多細亞，但只有他出兵幫助歐邁尼斯。就在進行攻略卡帕多細亞之刻，卡迪亞的僭主赫卡塔埃烏斯（Hecataeus）前來求援，希望列昂納托斯轉去希臘拯救在拉米亞戰爭中被圍困的安提帕特。列昂納托斯對此大感驚喜，因為他就缺少一個返回馬其頓的藉口，他邀請歐邁尼斯一起返回馬其頓，並透漏自己的秘密計畫。列昂納托斯透漏自己已經與亞歷山大的妹妹克麗奧佩脫拉訂婚，救援安提帕特其實只是藉口而已，實際上他想透過這個婚姻來登上馬其頓王位。歐邁尼斯聽聞後不動聲色，找了個藉口婉拒後，連夜逃往佩爾狄卡斯處。列昂納托斯只好自己率兵返回馬其頓。
列昂納托斯在馬其頓再一次整頓了兵馬，點了20,000名步兵及1,500名騎兵去為安提帕特解圍。希臘聯軍統帥安提菲拉斯（Antiphilos）一得知列昂納托斯率兵襲來的消息，連忙放棄對拉米亞城的圍攻，為了阻止他與安提帕特合軍，安提菲拉斯率軍北上與列昂納托斯進行會戰，以圖各個擊破。戰場在約拉米亞城北方，雙方步兵數量差不多，但騎兵數量希臘聯軍佔盡了優勢，且聯軍其中還有享負盛名的色薩利騎兵。拉米亞戰役以騎兵間的戰鬥為開端，列昂納托斯率領騎兵在戰爭上奮勇殺敵，但逐漸因為數量上弱於下風，加上門農所領導的色薩利騎兵不是泛泛之輩，其中他們不少參與過亞歷山大大帝的遠征。列昂納托斯被逼入沼澤地帶，最終因多處受傷而戰死，他的士兵帶著屍體返回大營。這場戰役以希臘聯軍的勝利告終，也結束列昂納托斯他奢華的一生。
古羅馬歷史學家查士丁記載，已經從圍城脫出的安提帕特，得知列昂納托斯戰死的消息非常高興，認為這結果不僅除去一個可能的敵手，還解救他先前的困境。隨後，安提帕特收編了列昂納托斯近乎完整的步兵，大大擴張自己的兵力，安然退回馬其頓。

## 註腳
1. ↑  Waldemar Heckel ,2016, 第152頁
2. ↑  狄奧多羅斯, 《歷史叢書》, 16.94
3. ↑  庫爾蒂烏斯, 《Historiae Alexandri Magni》, 3.12
4. ↑  Waldemar Heckel ,2008, 第56頁
5. ↑  庫爾蒂烏斯, 《Historiae Alexandri Magni》, 6.18
6. ↑  普魯塔克,《希臘羅馬名人傳:亞歷山大》51
7. ↑  庫爾蒂烏斯, 《Historiae Alexandri Magni》, 8.1
8. ↑  阿里安, 《亞歷山大遠征記》4.12
9. ↑  Waldemar Heckel ,2016, 第156頁
10. ↑  庫爾蒂烏斯, 《Historiae Alexandri Magni》, 8.6
11. ↑  阿里安, 《亞歷山大遠征記》4.24
12. ↑  庫爾蒂烏斯, 《Historiae Alexandri Magni》, 8.14
13. ↑  阿里安, 《亞歷山大遠征記》7.18
14. ↑  阿里安, 《亞歷山大遠征記》6.10
15. ↑  Waldemar Heckel ,2016, 第158頁
16. ↑  阿里安, 《亞歷山大遠征記》6.18
17. ↑  阿里安, 《亞歷山大遠征記》6.20
18. ↑  阿里安, 《亞歷山大遠征記》6.22
19. ↑  阿里安, 《亞歷山大遠征記》7.23
20. ↑  Waldemar Heckel ,2016, 第159頁
21. ↑  阿里安, 《繼業者歷史》1.2
22. ↑  庫爾蒂烏斯, 《Historiae Alexandri Magni》, 10.7
23. ↑  阿里安, 《繼業者歷史》1.6
24. ↑  Waldemar Heckel ,2016, 第160頁
25. ↑  阿里安, 《繼業者歷史》殘篇 12
26. ↑  普魯塔克,《希臘羅馬名人傳:歐邁尼斯》3
27. ↑  狄奧多羅斯, 《歷史叢書》, 18.15
28. ↑  查士丁,13.7
29. ↑  Waldemar Heckel ,2012, 第94頁